# ستيف كريسماس
ستيف كريسماس (بالإنجليزية: Steve Christmas)‏ هو لاعب كرة قاعدة أمريكي، ولد في 9 ديسمبر 1957 في أورلاندو في الولايات المتحدة.

## وصلات خارجية
- ستيف كريسماس على موقعبيزبول رفرنس.كوم (الدوري الرئيسي) (الإنجليزية)
- ستيف كريسماس على موقعبيزبول رفرنس.كوم (الدوري الثانوي) (الإنجليزية)